# Liste des aéroports en Éthiopie
Voici la liste des aéroports éthiopiens classés par région.

## Addis-Abeba
| VILLE                            | OACI | AITA | NOM DE L'AÉROPORT              |
| -------------------------------- | ---- | ---- | ------------------------------ |
| Addis-Abeba                      | HAAB | ADD  | Aéroport international de Bole |
| Addis-Abeba (Aéroport militaire) | HAAL | FLK  | Aéroport militaire de Lideta   |

## Amhara
| VILLE            | OACI | AITA | NOM DE L'AÉROPORT             |
| ---------------- | ---- | ---- | ----------------------------- |
| Bahir Dar        | HABD | BJR  | Aéroport de Bahir Dar         |
| Debre Tabor      | HADT | DBT  | Aéroport de Debre Tabor       |
| Debre Markos     | HADM | DBM  | Aéroport de Debre Markos      |
| Dessie/Kombolcha | HADC | DSE  | Aéroport de Kombolcha         |
| Gondar           | HAGN | GDQ  | Aéroport de Gondar            |
| Lalibela         | HALL | LLI  | Aéroport de Lalibela          |
| Mekane Selam     | HAMA | MKS  | Aéroport de Mekane Salam (en) |
| Métemma          | HAMM | ETE  | Aéroport de Metema            |

## Benishangul-Gumuz
| VILLE | OACI | AITA | NOM DE L'AÉROPORT |
| ----- | ---- | ---- | ----------------- |
| Asosa | HASO | ASO  | Aéroport d'Asosa  |

## Dire Dawa
| VILLE     | OACI | AITA | NOM DE L'AÉROPORT                                  |
| --------- | ---- | ---- | -------------------------------------------------- |
| Dire Dawa | HADR | DIR  | Aéroport international d'Aba Tenna Dejazmach Yilma |

## Gambela
| VILLE   | OACI | AITA | NOM DE L'AÉROPORT      |
| ------- | ---- | ---- | ---------------------- |
| Gambela | HAGM | GMB  | Aéroport de Gambela    |
| Tippi   | HATP | TIE  | Aéroport de Tippi (en) |

## Oromia
| VILLE                             | OACI | AITA | NOM DE L'AÉROPORT           |
| --------------------------------- | ---- | ---- | --------------------------- |
| Adaba                             | HAAD |      | Aéroport d'Adaba            |
| Assella                           |      | ALK  | Aéroport d'Assella          |
| Beica                             | HABE | BEI  | Aéroport de Beica           |
| Debre Zeit                        | HAHM | QHR  | Aéroport de Harar Meda (en) |
| Dembidolo                         | HADD | DEM  | Aéroport de Dembidolo       |
| Fincha                            | HAFN | FNH  | Aéroport de Fincha          |
| Ginir                             | HAGH | GNN  | Aéroport de Ghinnir (en)    |
| Goba                              | HAGB | GOB  | Aéroport de Robe (en)       |
| Gore                              | HAGR | GOR  | Aéroport de Gore (en)       |
| Jimma                             | HAJM | JIM  | Aéroport de Jimma           |
| Masslo                            | HAML | MZX  | Aéroport de Masslo          |
| Mena                              |      | MZX  | Aéroport de Mena            |
| Mendi                             | HAMN | NDM  | Aéroport de Mendi           |
| Negele Boran (Aéroport militaire) | HANG | EGL  | Aéroport de Neghele (en)    |
| Nejo                              | HANJ | NEJ  | Aéroport de Nejjo (en)      |
| Nekemte                           | HANK | NEK  | Aéroport de Nekemte (en)    |
| Shakiso                           | HASK | SKR  | Aéroport de Shakiso (en)    |

## Région des nations, nationalités et peuples du Sud
| VILLE        | OACI | AITA | NOM DE L'AÉROPORT             |
| ------------ | ---- | ---- | ----------------------------- |
| Arba Minch   | HAAM | AMH  | Aéroport d'Arba Minch         |
| Awasa        | HALA | AWA  | Aéroport d'Awasa (en)         |
| Jinka        | HABC | BCO  | Aéroport de Baco              |
| Bulchi       | HABU | BCY  | Aéroport de Bulchi            |
| Maji         | HAMJ |      | Aéroport de Tume              |
| Mizan Teferi | HAMT | MTF  | Aéroport de Mizan Teferi (en) |
| Mui          |      | MUJ  | Aéroport de Mui (en)          |
| Sodo         | HASD | SXU  | Aéroport de Sodo (en)         |
| Wacca (en)   | HAWC | WAC  | Aéroport de Wacca (en)        |

## Somali
| VILLE       | OACI | AITA | NOM DE L'AÉROPORT     |
| ----------- | ---- | ---- | --------------------- |
| Djidjiga    | HAJJ | JIJ  | Aéroport de Djijiga   |
| Gode        | HAGO | GDE  | Aéroport de Gode      |
| Imi         | HAIM |      | Aéroport de Imi       |
| Kebri Dahar | HAKD | ABK  | Aéroport de Kabri Dar |
| Kelafo      | HAKL | LFO  | Aéroport de Kelafo    |
| Shilavo     |      | HIL  | Aéroport de Shilavo   |

## Tigré
| VILLE  | OACI | AITA | NOM DE L'AÉROPORT       |
| ------ | ---- | ---- | ----------------------- |
| Aksoum | HAAX | AXU  | Aéroport d'Aksoum       |
| Dansha | HADA |      | Aéroport de Dansha      |
| Humera | HAHU | HUE  | Aéroport de Humera (en) |
| Mekele | HAMK | MQX  | Aéroport Alula Aba Nega |
| Shire  |      | SHC  | Aéroport de Shire (en)  |